# Беневенто
Беневенто (на италиански: Benevento; на латински: Beneventum, Беневентум) е град и община в Южна Италия, административен център на провинция Беневенто. Намира се в региона Кампания, на ок. 50 km североизточно от Неапол. Има население 62 940 души (2007).
Разположен е в хълмиста местност, на 130 m н.в., при вливането на реките Калоре Ирпино (известна още като Беневентано) и Сабато. В Античността е самнитски град, но в началото на 3 век пр.н.е. е завладян трайно от Рим след поредица от сражения, станали известни като Самнитски войни. През 268 г. пр.н.е. е установена римска колония с латинско гражданство. Беневентум е бил свързан с Рим и Брундизий чрез Виа Апия и Виа Траяна.
За покровител на града е смятан Св. Вартоломей, чийто празник се отбелязва всяка година на 24 август.